# Incshon állomás
Incshon (Incheon) állomás a szöuli metró 1-es vonalának egyik végállomása. Az állomás hagyományos vonatállomásként 1900-ban nyílt meg, és 1974 óta a metróhálózat része. Az állomás 2015-ben a Szuin (Suin) vonal végállomása is lesz.

## Viszonylatok
| 1-es vonal                                         | 1-es vonal                                                                         | 1-es vonal |
| -------------------------------------------------- | ---------------------------------------------------------------------------------- | ---------- |
| Tongincshon (Dongincheon) Szojoszan (Soyosan) felé | Kjongin (Gyeongin) szakasz személyvonat Kjongvon (Gyeongwon) szakasz expresszvonat | végállomás |
| Szuin (Suin) vonal                                 |                                                                                    |            |
| Sinpho (Sinpo) Oido felé                           | Szuin (Suin) szakasz                                                               | végállomás |